# Live in Japan (George-Harrison-Album)
Live in Japan ist das zweite Livealbum von George Harrison nach der Trennung der Beatles. Gleichzeitig ist es einschließlich der beiden Instrumentalalben aus den 1960er Jahren, der Studioalben, der beiden Kompilationsalben und des ersten Livealbums das insgesamt 15. Album Harrisons. Es wurde am 13. Juli 1992 in Großbritannien und am 14. Juli 1992 in den USA veröffentlicht. Das Album war die letzte Neuerscheinung zu seinen Lebzeiten.

## Entstehungsgeschichte
Nach der Veröffentlichung seines letzten Studioalbums Cloud Nine im Oktober 1987 wurde George Harrison Mitglied der Gruppe Traveling Wilburys, bestehend aus den weiteren Mitgliedern Bob Dylan, Tom Petty, Roy Orbison und Jeff Lynne. Mit den Traveling Wilburys veröffentlichte er zwei Alben, Traveling Wilburys Vol. 1, das im Oktober 1988 und Traveling Wilburys Vol. 3, das im Oktober 1990 veröffentlicht wurde. Im März 1988 nahm George Harrison mit seinem Sohn Dhani Harrison und Ravi Shankar das Lied Ride Rajbun auf, das im Oktober 1992 auf dem Kompilationsalbum The Bunbury Tails veröffentlicht wurde.
Aufgrund finanzieller Probleme von George Harrison stimmte er dem Vorschlag von Eric Clapton zu, eine Tournee durch Japan zu absolvieren. Eric Clapton sagte dazu: „Ich stellte ihm die Idee vor und er war erfreut und verängstigt zugleich. Er war wirklich zu Tode erschrocken. Er änderte seine Meinung etwa fünf verschiedene Male.“ Die Tournee umfasste zwölf Konzerte in sieben Städten zwischen dem 1. und dem 17. Dezember 1991 und war zugleich Harrisons zweite und letzte Solo-Tournee. Während der Konzerte wurden 19 Lieder von George Harrison und im Mittelteil vier Titel von Eric Clapton gespielt. Lediglich während des ersten Konzertes in Yokohama am 1. Dezember spielte Harrison die Titel Fish on the Sand und Love Comes to Everyone. Am 2. Dezember spielte er in Osaka nochmals den ersten Titel. Der Tourneeverlauf war wie folgt:
- 1. Dezember: Yokohama Arena, Yokohama
- 2. und 3. Dezember: Ōsaka-jō Hall, Osaka
- 5. Dezember: Nagoya International Showcase Hall, Nagoya
- 6. Dezember: Hiroshima Sun Plaza, Hiroshima
- 9. Dezember: Fukuoka International Center Hall, Fukuoka
- 10., 11. und 12. Dezember: Ōsaka-jō Hall, Osaka
- 14., 15. und 17. Dezember: Tokyo Dome (BIG EGG), Tokio

Tickets für die Tourdaten, die als „Rock Legends: George Harrison live with Eric Clapton and his band“ angekündigt wurden, gingen am Sonntag, den 20. Oktober 1991 in den Verkauf. Zwischen dem 4. und 24. November 1991 wurden die Konzertvorbereitungen in Großbritannien in den Bray Studios in Berkshire durchgeführt. Bei den Liedern Piggies und Taxman veränderte George Harrison den Text. Während er bei dem ersten Titel eine Textzeile hinzufügte, aktualisierte er die Namen der Politiker bei Taxman. Am 12. November besuchte ein Filmteam des japanischen Fernsehsenders NHK TV das Set, um eine Vorschau aufzunehmen, die am 24. November während der Subarasiji Nakamatati Show gezeigt wurde. George Harrison sagte während der Sendung: „Es wird etwas Besonderes für mich sein, denn es wird die Tour sein, die entscheiden wird, ob ich weiter touren will oder nicht.“
Als Produzenten des Livealbums wurden Spike und Nelson Wilbury angegeben, beides Pseudonyme, die George Harrison bei den Traveling Wilburys verwendete. Das Album wurde in Osaka und Tokio aufgenommen. CNN berichtete über den Erfolg der Tour und behauptete, dass sie 9,7 Millionen Pfund einbrachte. Der Bericht enthielt ein Interview, in dem Harrison gefragt wurde, warum er wieder auf Tour ging: „Ich musste etwas tun, als ich mit dem Rauchen aufhörte!“
Am 6. April 1992 absolvierte Harrison in der Royal Albert Hall in London seinen ersten und letzten Solo-Liveauftritt in Europa, bei einem Konzert zu Gunsten der Natural Law Party, einer kleinen politischen Partei in Großbritannien. Es wurde als George's First UK Show Since Leaving The Beatles beworben. Bei diesem Auftritt wurde er im Wesentlichen von der Band begleitet, die ihn während der Japan-Tournee unterstützt hatte, wobei Eric Clapton durch Mike Campbell und Nathan East durch Will Lee ersetzt wurde. Ringo Starr spielte bei den beiden letzten Liedern Schlagzeug. Während des Konzerts wurden die gleichen Lieder wie bei der Japantournee ausschließlich If I Needed Someone und Devil’s Radio gespielt.
Im gleichen Jahr, am 16. Oktober 1992, hatte George Harrison seinen letzten Liveauftritt vor einem Konzertpublikum während der „Bob Dylan 30th Anniversary Celebration“ im Madison Square Garden in New York. Während des Konzerts interpretierten diverse Künstler von Bob Dylan komponierte Lieder. George Harrison sang die Titel If Not for You, Absolutely Sweet Marie und teilweise My Back Pages. Die beiden letzteren Lieder wurden am 19. Juli 1993 auf dem CD-Album Bob Dylan – the 30th Anniversary Celebration veröffentlicht.

## Covergestaltung
Das Design des Covers stammt von Richard Ward, die Illustration von Brian Grimwood.

## Titelliste
Alle Titel wurden von George Harrison geschrieben, soweit nicht anders vermerkt.
- CD Eins
  1. I Want to Tell You – 4:33
Dieser Titel wurde ursprünglich 1966 auf dem Beatles-Album Revolver veröffentlicht.
  2. Old Brown Shoe – 3:51
Dieser Titel wurde ursprünglich 1969 als B-Seite der Beatles-Single The Ballad of John and Yoko veröffentlicht.
  3. Taxman – 4:16
Dieser Titel wurde ursprünglich 1966 auf dem Beatles-Album Revolver veröffentlicht.
  4. Give Me Love (Give Me Peace on Earth) – 3:37
Ursprünglich im Mai 1973 als Vorabsingle des Albums Living in the Material World veröffentlicht.
  5. If I Needed Someone – 3:50
Dieser Titel wurde ursprünglich 1965 auf dem Beatles-Album Rubber Soul veröffentlicht.
  6. Something – 5:21
Dieser Titel wurde ursprünglich 1969 auf dem Beatles-Album Abbey Road veröffentlicht.
  7. What Is Life – 4:47
Erstmals im November 1970 auf dem Album All Things Must Pass veröffentlicht.
  8. Dark Horse – 4:20
Erstmals im Dezember 1974 als Vorabsingle des Albums Dark Horse veröffentlicht.
  9. Piggies – 2:56
Dieser Titel wurde ursprünglich 1968 auf dem Beatles-Album The Beatles veröffentlicht.
  10. Got My Mind Set on You (Rudy Clark) – 4:56
Ursprünglich im Oktober 1987 als Vorabsingle des Albums Cloud Nine veröffentlicht.
- CD Zwei
  1. Cloud 9 – 4:23
Erstmals im November 1987 auf dem Album Cloud Nine veröffentlicht.
  2. Here Comes the Sun – 3:31
Dieser Titel wurde ursprünglich 1969 auf dem Beatles-Album Abbey Road veröffentlicht.
  3. My Sweet Lord – 5:42
Erstmals im November 1970 auf dem Album All Things Must Pass veröffentlicht.
  4. All Those Years Ago – 4:26
Zuvor im Mai 1981 als Single und im Juni 1981 auf dem Album Somewhere in England veröffentlicht.
  5. Cheer Down (George Harrison/Tom Petty) – 3:53
Zuvor im August 1989 auf dem Soundtrack-Album zum Spielfilm Lethal Weapon II und als Single veröffentlicht.
  6. Devil’s Radio – 4:25
Erstmals im November 1987 auf dem Album Cloud Nine veröffentlicht.
  7. Isn’t It a Pity – 6:33
Erstmals im November 1970 auf dem Album All Things Must Pass veröffentlicht.
  8. While My Guitar Gently Weeps – 7:09
Dieser Titel wurde ursprünglich 1968 auf dem Beatles-Album The Beatles veröffentlicht.
  9. Roll Over Beethoven (Chuck Berry) – 4:45
Eine Coverversion der Beatles erschien 1963 auf deren Album With the Beatles.

## Wiederveröffentlichungen
- Die Erstveröffentlichung im Doppel-CD-Format erfolgte im Juli 1992 parallel zur Schallplattenveröffentlichung (Doppelalbum) ohne Bonustitel. In den USA erschien das Album ausschließlich als CD. Der CD liegt ein achtseitiges aufklappbares bebildertes Begleitblatt bei.[1]
- Im März 2004 wurde das Album in einer remasterten Version als CD bei der EMI mit einer neuen Abmischung im SACD-Format veröffentlicht. Die Neuabmischung erfolgte von John Etchells und Damon Iddins in den Astoria Studios in London. Das CD-Album hat ein Plastikcover, dem ein zwölfseitiges bebildertes Begleitheft beigegelegt ist, das Informationen zu den Liedern beinhaltet. Das Design stammt von Drew Lorimer.[2]

## Single-Auskopplungen
Aus dem Album wurden international keine Singleauskopplungen vorgenommen.
In Frankreich wurde im Jahr 1992 die CD-Single Here Comes the Sun / My Sweet Lord veröffentlicht.

## Sonstiges
Warner Brothers veröffentlichte die Promotion-CD Live in Japan Sampler mit den Titeln Taxman, Dark Horse, Cheer Down, Something und While My Guitar Gently Weeps.
Auf der DVD The Dark Horse Years 1976–1992 wurden Konzertfilmaufnahmen von vier Liedern veröffentlicht (Cheer Down, Devil’s Radio, Cloud 9 und Taxman), was darauf schließen lässt, dass noch weitere Filmaufnahmen von der Japantournee existieren.

## Chartplatzierungen
| ChartsChartplatzierungen       | Höchstplatzierung | Wochen |
| ------------------------------ | ----------------- | ------ |
| Vereinigte Staaten (Billboard) | 126 (2 Wo.)       | 2      |